# GWF North American Heavyweight Championship
Il GWF North American Heavyweight Championship è stato un titolo dei pesi massimi promosso dalle federazione di wrestling Global Wrestling Federation.
La cintura fu attiva dal 1991 al 1994, anno di chiusura della GWF.

## Albo d'oro
| N. | Campione                  | Regno | Data              | Località         | Evento     | Note | Fonti |
| -- | ------------------------- | ----- | ----------------- | ---------------- | ---------- | --- | ----- |
| 1  | The Patriot               | 1     | 10 agosto 1991    | Dallas, Texas    | House show | Sconfiggendo Al Perez nella finale del torneo indetto per incoronare il primo campione | [ 1 ] |
|    | Vacante                   |       | 16 agosto 1991    |                  |            | Patriot viene privato del titolo perché durante la finale del torneo, un piede di Perez era sulle corde al momento dello schienamento |       |
| 2  | The Patriot               | 2     | 23 agosto 1991    | Dallas, Texas    | House show | Sconfiggendo Perez nel rematch |       |
| 3  | The Dark Patriot          | 1     | 31 gennaio 1992   | Dallas, Texas    | House show | |       |
| 4  | "Hot Stuff" Eddie Gilbert | 1     | 27 marzo 1992     | Dallas, Texas    | House show | |       |
|    | Vacante                   |       | 22 maggio 1992    | Dallas, Texas    | House show | Gilbert viene privato del titolo per non averlo difeso per oltre 30 giorni. In realtà, la GWF aveva in corso una politica di riduzione del budget e non poteva più permettersi lo stipendio di Gilbert. Gilbert andò a lottare nella USWA e difese comunque il titolo GWF World Heavyweight Championship, nonostante fosse stato privato dello stesso. Cedette la sua versione del titolo a Jerry Lawler l'8 giugno 1992 a Memphis così da "unificare" il titolo GWF con l'USWA Unified World Heavyweight Championship |       |
| 5  | Scott Putski              | 1     | 29 maggio 1992    | Dallas, Texas    | House show | Sconfiggendo Johnny Mantell per il titolo vacante |       |
| 6  | Rod Price                 | 1     | 21 agosto 1992    | Dallas, Texas    | House show | Titolo assegnato d'ufficio a seguito del licenziamento di Putski |       |
| 7  | Stevie Ray                | 1     | 5 febbraio 1993   | Dallas, Texas    | House show | |       |
| 8  | Rod Price                 | 2     | 30 giugno 1993    | Dallas, Texas    | House show | Titolo assegnato d'ufficio |       |
|    | Vacante                   |       | 2 agosto 1993     |                  |            | Price viene privato del titolo per comportamenti non consoni durante una tournée in Giappone |       |
| 9  | Iceman Parsons            | 1     | 30 giugno 1993    | Dallas, Texas    | House show | Sconfiggendo Chris Adams per squalifica | [ 2 ] |
| 10 | Chris Adams               | 1     | 25 dicembre 1993  | Dallas, Texas    | House show | |       |
| 11 | Rod Price                 | 3     | 1º aprile 1994    | Dallas, Texas    | House show | |       |
|    | Vacante                   |       | 3 giugno 1994     |                  |            | Price rinuncia al titolo dopo il match con Butch Reed |       |
| 12 | Butch Reed                | 1     | 4 giugno 1994     | Idabel, Oklahoma | House show | Vince il rematch |       |
| 13 | Chris Adams               | 2     | 1º luglio 1994    | Dallas, Texas    | House show | |       |
|    | Disattivato               |       | 21 settembre 1994 |                  |            | La federazione chiude i battenti |       |